# Margaret Macdonald
Margaret Macdonald, de casada Margaret Macdonald Mackintosh (Tipton, Staffordshire, 5 de noviembre de 1864-Chelsea, 7 de enero de 1933) fue una pintora, ilustradora y decoradora británica perteneciente a la Escuela de Glasgow, un grupo artístico cercano al modernismo y simbolismo. Los otros miembros destacados del grupo fueron su marido, Charles Rennie Mackintosh, su hermana Frances Macdonald y el marido de esta, Herbert MacNair, también conocidos como The Four (Los Cuatro). Esta escuela destacó especialmente en arquitectura y artes decorativas, y situó la ciudad escocesa de Glasgow como uno de los epicentros del modernismo internacional —también conocido como Art Nouveau en Francia o Modern Style en Reino Unido—.

## Biografía

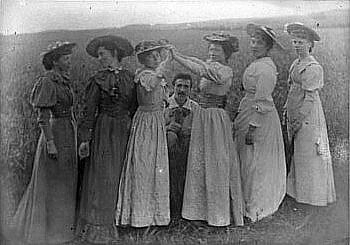
De izquierda a derecha: Frances Macdonald, Agnes Raeburn, Aitken Janet, Charles Rennie Mackintosh, Cameron Katherine, Keppie Jessie y Margaret Macdonald (hacia 1894)

Hija de un ingeniero que dirigía una mina de carbón, estudió con su hermana Frances en la Orme Girls' School de Newcastle-under-Lyme. En 1890 su familia se estableció en Glasgow y las hermanas entraron a estudiar artes decorativas en la Escuela de arte de Glasgow.Allí trabajó con variedad de medios, como metalistería, bordados y textiles. En 1896 crearon la empresa de decoración Macdonald Sisters Studio en 128 Hope Street, Glasgow. Producían ilustraciones de libros, bordados, paneles de gesso, vidrio emplomado y metal repujado. Su innovador trabajo estuvo inspirado en la imaginería, literatura, simbolismo y folklore celta.  Además, se unió a grupos como La Sociedad de Pintores de Acuarelas Escoceses en 1898. El 22 de agosto de 1900 casó con el arquitecto y diseñador Charles Rennie Mackintosh, con el que pasó a colaborar en estrecha relación, además de con su hermana y el marido de esta, Herbert MacNair, que formaron el núcleo de la llamada Escuela de Glasgow. 
El grupo se dio a conocer en la Exposición de Artes y Oficios de Londres de 1896. Su objetivo principal era la obra de arte total, para lo que diseñaban con esmero hasta el último detalle de sus obras, desde el diseño arquitectónico hasta la decoración y todos los elementos presentes en sus construcciones (mobiliario, papeles pintados, vidrios, metalistería, objetos decorativos, etc.). Cada objeto forma parte de un conjunto planificado, fuera del cual pierde sentido.
Margaret se dedicó especialmente a la decoración de interiores, como en sus famosas decoraciones para varios salones de té de Glasgow, como la Willow Tea Room (1903). Su estilo decorativo era lírico y estilizado, con tendencia a la fantasía y preferencia por las formas redondas, en el que destacan los elementos vegetales —principalmente brotes y pimpollos de rosa— y unas etéreas figuras femeninas de influencia prerrafaelita.Por otro lado, en algunos de sus diseños se halla un simbolismo de tendencia abstracta que denota la influencia de Jan Toorop.Otras influencias fueron los modernistas ingleses Aubrey Beardsley y Charles Francis Annesley Voysey, cuya obra conocieron a través de la revista The Studio, así como el arte celta tradicional.
Utilizó preferentemente la acuarela, con un acabado parecido al esmalte, y trabajó a menudo con incrustaciones en madera, gessos, cloisonnés y repujados en oro y plata. También diseñó mosaicos, vidrieras y bordados.
Entre 1895 y 1924 contribuyó en más de 40 exposiciones europeas y americanas. Su salud acabó con su carrera, dejando de trabajar después de 1921. Murió en 1933

## Galería

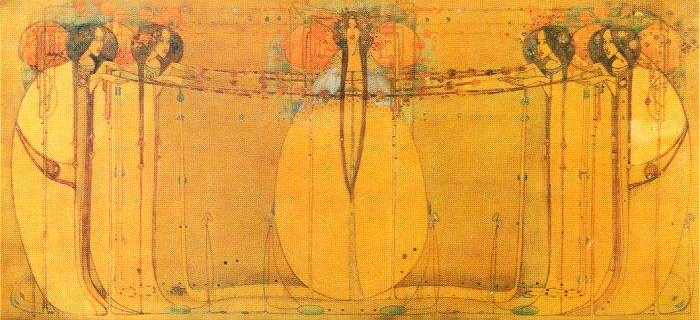
The May Queen (1900)
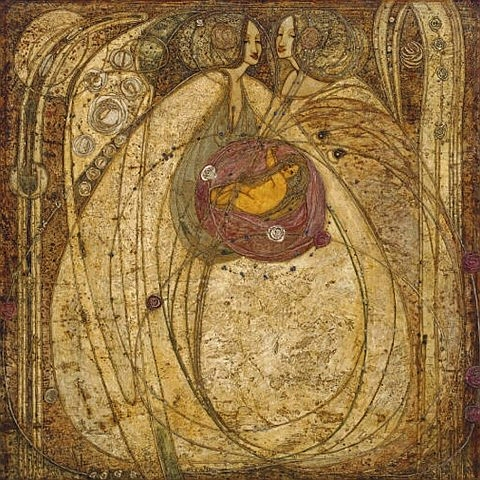
The Heart Of The Rose (1901)
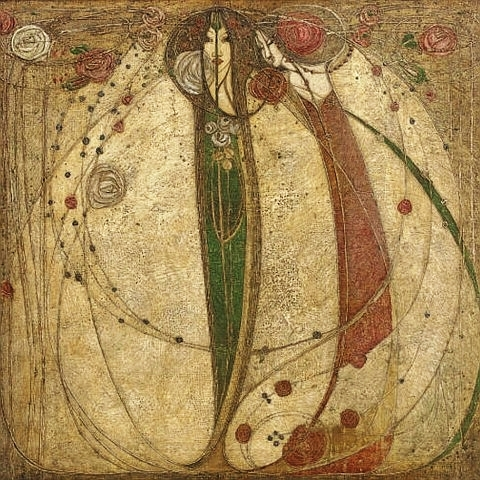
White Rose And Red Rose (1902)
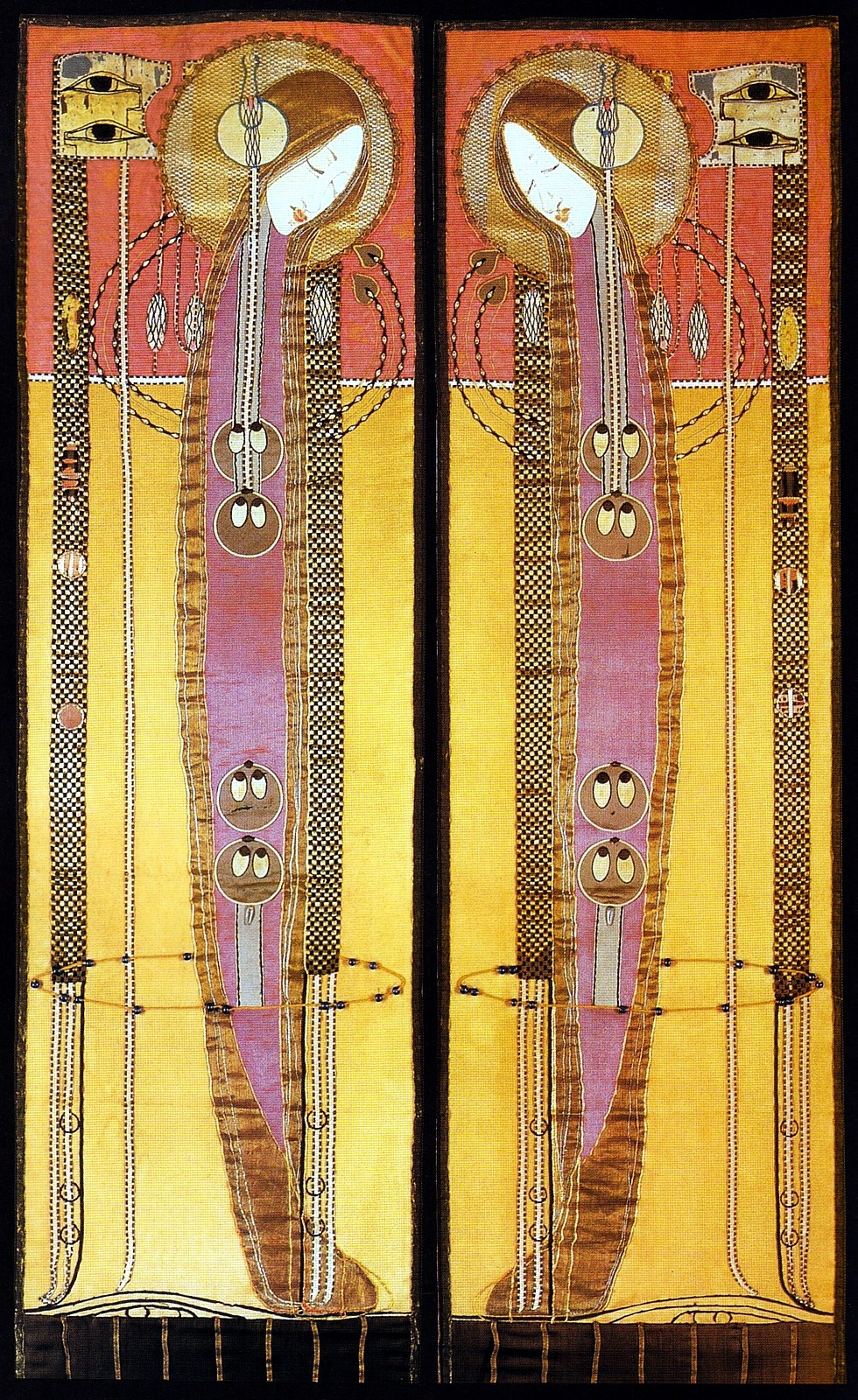
Paneles bordados (1902)
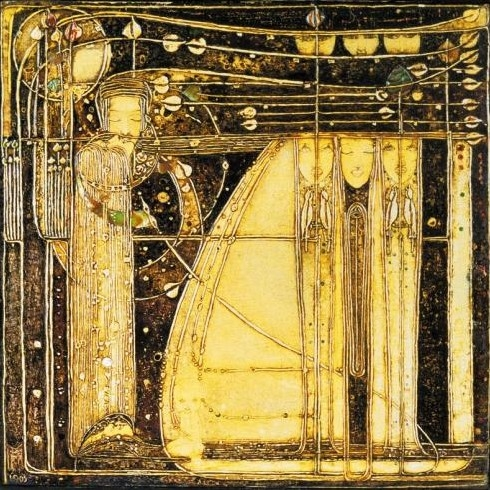
Opera Of The Seas (1903)
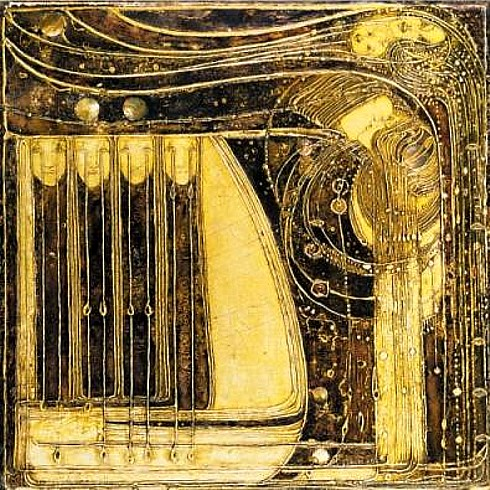
Opera Of The Winds (1903)
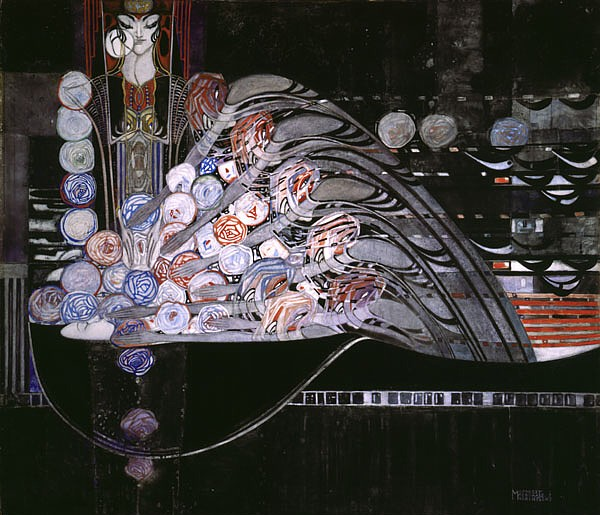
La Mort Parfumee (1921)